# Északír labdarúgó-szuperkupa
Az Északír labdarúgó-szuperkupa (hivatalos nevén: NIFL Charity Shield) egy 1992-ben alapított, az Északír labdarúgó-szövetség által kiírt kupa. Tradicionálisan az új idény első meccsét jelenti, s az előző év bajnoka játszik az előző év kupagyőztesével. 
A legsikeresebb csapat a Linfield gárdája, két és egy megosztott győzelemmel.

## Kupadöntők
| Év   | Győztes      | Eredmény         | Döntős           |
| ---- | ------------ | ---------------- | ---------------- |
| 1992 | Glentoran    | 1-1 Megosztva    | Glenavon         |
| 1993 | Bangor       | 1-1 Megosztva    | Linfield         |
| 1994 | Linfield     | 2-0              | Bangor           |
| 1998 | Cliftonville | 1-0              | Glentoran        |
| 1999 | Portadown    | 2-1              | Glentoran        |
| 2000 | Linfield     | 2-0              | Glentoran        |
| 2014 | Cliftonville | 0-0, (b.u., 4-2) | Ballymena United |
| 2015 | Glentoran    | 1-0              | Crusaders        |

- h.u. – hosszabbítás után
- b.u. – büntetők után

## Statisztika

### Győzelmek száma klubonként
| Csapat           | Győztes               | Döntős               |
| ---------------- | --------------------- | -------------------- |
| Linfield         | 3 (1993*, 1994, 2000) | –                    |
| Cliftonville     | 2 (1998, 2014)        | –                    |
| Glentoran        | 2 (1992*, 2015)       | 3 (1998, 1999, 2000) |
| Portadown        | 1 (1999)              | –                    |
| Bangor           | 1 (1993*)             | 1 (1994)             |
| Glenavon         | 1 (1992*)             | –                    |
| Ballymena United | –                     | 1 (2014)             |
| Crusaders        | –                     | 1 (2015)             |

(*) – Két győztes volt.